# キリンジ
KIRINJI（キリンジ）は、日本のバンドである。

## 概要
1996年に兄の堀込高樹と弟の堀込泰行の2人で結成。デビュー後、複雑ながらポップなサウンドと独自の詞世界で注目を集める。特に作詞作曲を泰行が担当した代表曲「エイリアンズ」は発表後、様々なアーティストにカバーされるなどバンドの知名度上昇に大きく貢献した。また兄弟それぞれが他のアーティストへの楽曲提供を手がけるなど、作詞家・作曲家としても支持を集める。2人構成時代においても、「キリンジは主に泰行が歌っているわけだから、そもそも“デュオ”っていうのとは違いますよね」と高樹が発言しているなど、「デュオではなくバンドです。」と主張していた。
2013年春、弟の泰行がグループを脱退してソロアーティストとなり、兄の高樹が引き継ぎ、新たに5人のメンバーを加えてバンドとして活動を継続することとなる。
2016年のアルバム『ネオ』のプロモーションで、堀込高樹は「魅力のあるグループを作らないと活動していけないなと思った」「曲が生まれて、どんどん変わっていくっていうプロセスを（リスナーに）見せたい」「（兄弟時代の経験から、リスナーは）実はタレント性に惹かれて聴いているっていうことが多い」 と述べている。また、現行体制のバンドメンバーのことを「『俺について来いよ』っていう奴がいたら引く人っているじゃないですか。そういう人の集まり」 と述べている。
2020年1月31日バンド活動の終了を発表。2020年12月9日、10日にバンド体制でのラストライブ「KIRINJI LIVE 2020」を開催し8年のバンド体制活動に終止符を打った。現在は高樹を中心としたバンド体制時のバンドメンバーを含む変動的な音楽集団（ソロプロジェクト）として活動している。

## メンバー
- 堀込高樹（ほりごめ たかき、1969年6月1日 - ） 血液型A型 - ボーカル、ギター、キーボード、コーラス
  - 堀込兄弟の兄。兄弟時代はほぼ半数の、KIRINJI表記になってからはほぼ全ての、楽曲の作詞・作曲を担当する。

### 元メンバー
- 堀込泰行（ほりごめ やすゆき、1972年5月2日 - ） 血液型A型 - リードボーカル、ギター、コーラス
  - 堀込兄弟の弟。ほぼ半数の楽曲の作詞・作曲、および大半の楽曲のリードヴォーカルを担当していた。
  - 1996年の結成時から参加し、「KIRINJI TOUR 2013」の最終日（2013年4月12日）をもって脱退した[11]。
- 楠均（くすのき ひとし、1958年10月12日 - ） - ドラムス、パーカッション、ボーカル、コーラス
  - 2013年夏加入。
  - 1985年、くじらのドラマーとしてデビュー。現在もくじらでも活動。
- 千ヶ崎学（ちがさき まなぶ、1971年4月25日 - ） - ベース、シンセベース、ボーカル、コーラス、トロンボーン
  - 2013年夏加入。
  - 神奈川県横浜市出身。ノーナ・リーヴスのサポート、ザ・グラノーラ・ボーイズ、the BLUEMOUNTAINS（青山陽一のバックバンド）等でも活動。
- 弓木英梨乃（ゆみき えりの、1990年8月8日 - ） 血液型B型 - ギター、ボーカル、コーラス、ヴァイオリン
  - 2013年夏加入。
  - 大阪生まれ。2009年、シンガーソングライターとしてデビュー。2011年に高樹プロデュースのシングル『River』をリリースした。
  - セッションギタリストとして相川七瀬、秦基博、土岐麻子、Base Ball Bear等のサポートでも活動。
- コトリンゴ（1978年7月17日 - ） - ボーカル、コーラス、ピアノ、キーボード
  - 2013年夏加入。
  - 大阪生まれ。2006年11月デビュー。シンガーソングライターとしての活動のほか、映画音楽、楽曲提供など作品多数。
  - 2017年12月14日の大阪・味園ユニバース公演をもって脱退[12]。
- 田村玄一（たむら げんいち） - ペダル・スティール・ギター、スティールパン、ギター、ボーカル、コーラス、バンジョー
  - 2013年夏加入。2015年4月には還暦を祝うライブが開催された[13]。
  - LITTLE TEMPO、Lonesome Strings、the BLUEMOUNTAINS等でも活動。
  - 2020年夏脱退[14]。

### 主なサポートメンバー
（アルバム・ライブ参加含む）
- 大山泰輝 - アコースティックピアノ
- 立川智也 - ベース
- 鈴木達也 - ドラムス
- 嶋村一徳 - ドラムス
- 松本俊行 - キーボード
- 中山努 - キーボード
- 中森泰弘（ヒックスヴィル） - ギター
- 真城めぐみ（ヒックスヴィル） - コーラス
- 山口とも - パーカッション
- 沖山優司 - ベース
- 伊藤隆博（the BLUEMOUNTAINS） - アコースティックピアノ
- 扇谷研人 - エレクトリックピアノ
- 小松シゲル（ノーナ・リーヴス、馬の骨のサポートとしても参加） - ドラムス
- 渡辺シュンスケ - エレクトリックピアノ
- 渡辺等 - ベース
- 矢野博康（元Cymbals） - ドラムス、パーカッション
- 矢部浩志（元カーネーション） - ドラムス
- Kan Sano - キーボード
- 安藤康平（MELRAW） - サックス、フルート
- 宮川純 - キーボード
- 伊吹文裕 - ドラムス
- KASHIF - ギター
- 橋本現輝 - ドラムス
- 岸田勇気 - キーボード
- シンリズム - ギター
- 林正樹 - アコースティックピアノ
- So Kanno（BREIMEN） - ドラムス
- Maika Loubté - コーラス、シンセサイザー
- 小田朋美（CRCK/LCKS） - コーラス、シンセサイザー
- Kuro（TAMTAM） - コーラス、シンセサイザー、スティールパン、フリューゲルホルン

## 活動略歴
- 1996年
  - 10月、堀込高樹、堀込泰行の兄弟2人でグループを結成。キリンジという名前が決定する前に、ホリゴメズと名乗りデモテープを製作していた時期がある。
  - 12月、グループ名を正式に「キリンジ」と命名。4・5文字で、略されることのない名詞を探していたところ、偶然二人とも「キリンジ」という言葉が引っかかったため決定した。なお、キリンジが提案された理由は、少年期の高樹が体型を揶揄され、同時期に活動していた力士の四股名「麒麟児（麒麟児和春）」から「麒麟児高樹」と呼ばれていたことから[15]。
- 1997年
  - 5月21日、ファーストシングル『キリンジ』でNATURAL FOUNDATIONよりインディーズデビュー[注釈 2]。
- 1998年
  - 6月27日、渋谷クラブクアトロ「CLUB QUATTRO 10th.ANNIVERSARY QUATTRO MEETING '98」において、カーネーションとともに出演。
  - 8月26日、ワーナーミュージック・ジャパンからマキシシングル『双子座グラフィティ』でメジャーデビュー。
  - 10月25日、1stアルバム『ペイパードライヴァーズミュージック』をリリース。
  - 11月、初のツアー『First Tour '98 〜P.D.M〜』を行う。
- 1999年
  - 2ndアルバム『47'45''』をリリース。2度目のソロツアーを行う。初の学園祭に出演。
- 2000年
  - 一年で3回の全国ツアーを行う。
  - 3rdアルバム『3』、初のクリップ集『44'43"01f』をリリース。
- 2001年
  - 初のリミックスアルバム『KIRINJI RMX』、4thアルバム『Fine』をリリース。
  - 『TV Bros.』誌においてコラム「あの世で罰を受けるほど」の連載を始める[注釈 3]。
  - 小西真奈美とともにTOWER RECORDSの広告「No Music, No Life」に登場する。
- 2002年
  - リミックスアルバム『KIRINJI RMX II』、初のセルフプロデュースアルバム『OMNIBUS』をリリース。
  - 『ROCK IN JAPAN FESTIVAL』、『Dream Power ジョン・レノン スーパー・ライヴ』に初出演。
  - 東芝EMIへレコード会社を移籍。
- 2003年
  - 5thアルバム『For Beautiful Human Life』をリリース[注釈 4]。
  - 初の日本武道館公演を成功におさめる。
- 2004年
  - 初のLIVE DVD & LIVE CD『KIRINJI TOUR 2003／LIVE at BUDOKAN』、初のベストアルバム『SINGLES BEST 〜Archives〜』をリリース。
  - 韓国でCDをリリース、ライブ『KIRINJI JOINT LIVE in SEOUL』を行う。
  - 『COUNT DOWN JAPAN 05/06』に出演。
  - 5月12日よりi-Radioにて、インターネットラジオ番組「KiKi KIRINJI」が始まる（～2013年3月27日）。
- 2005年
  - コロムビアミュージックエンタテインメントにレコード会社を移籍。
  - 泰行によるソロ・プロジェクト「馬の骨」および高樹のソロ活動が始動、それぞれアルバムをリリース。
- 2006年
  - 6thアルバム『DODECAGON』をリリース。
- 2007年
  - 「2007年。毎月25日は、キリンデー。」と銘打ち、6月から7ヶ月連続で音楽配信限定シングルをリリース開始。
- 2008年
  - ライブDVD『KIRINJI PREMIUM LIVE 2007 at 日比谷野外大音楽堂』、7thアルバム『7』、メジャーデビュー10周年記念ベストアルバム『KIRINJI 19982008 10th Anniversary Celebration』をリリース。
  - 「ダ・ヴィンチ」誌においてコラム「自棄っぱちオプティミスト」の連載を始める[注釈 5]。
- 2009年
  - 前年末にビルボード東京で行われたライブを収めたライブDVD＆CD『KIRINJI 10th Anniversary Special Show Case Final@ Billboard Live TOKYO』、配信限定シングル『セレーネのセレナーデ』、『小さなおとなたち』を発表。
  - 泰行のソロ・プロジェクト「馬の骨」が再始動、高樹が「グラノーラ・ボーイズ」を結成。
- 2010年
  - CDでは2年半ぶりとなるシングル『夏の光』、8thアルバム『BUOYANCY』をリリース。
- 2011年
  - 他アーティストに提供した作品のオリジナル音源とセルフカヴァーの2枚組アルバム『SONGBOOK』をリリース。
- 2012年
  - 9thアルバム『SUPER VIEW』をリリース。
  - 10月15日、泰行が2013年春に脱退することが正式に発表される。
- 2013年
  - 10thアルバム『Ten』をリリース。
  - 4月12日、全国ツアー「KIRINJI TOUR 2013」最終公演をもって泰行が脱退。

＜キリンジ→KIRINJI＞
- 2013年
  - 7月18日、堀込高樹に新メンバー5名（楠均、千ヶ崎学、田村玄一、弓木英梨乃、コトリンゴ）を加えた6人編成で、バンドが再始動することが公式サイトにて発表された[16]。
  - 8月11日、新体制で「WORLD HAPPINESS 2013」に出演。ただし、弓木英梨乃は以前から別のライブへの出演予定が入っていたため出演せず。
  - 8月24日、新体制でSlow Music Slow Live 2013 に出演。
- 2014年
  - ユニバーサルミュージックジャパン・Verveレーベルに移籍。8月6日に11thアルバム『11』発売。
  - 9月23日から全国ツアーをスタート。
- 2015年
  - 9月6日、Slow LIVE ’15 in 池上本門寺に参加。
  - 11月11日、前年リリースしたアルバム『11』のナンバーを新たなアレンジで再レコーディングした『EXTRA 11』をリリース。
  - 「KIRINJI LIVE 2015」11月に東京・大阪で開催。11月21日 EX THEATER ROPPONGI（東京）、11月25日 梅田 CLUB QUATTRO（大阪）
- 2016年
  - 7月6日、弓木英梨乃Vo曲の「Mr.BOOGIEMAN」が、アルバムに先駆けて配信される。初の「堀込兄弟以外のボーカル」による（配信限定）シングル。
  - 8月3日、12枚目のオリジナルアルバム『ネオ』をリリース。初の本格的なバンド外とのコラボレーションとして、同アルバム収録曲「The Great Journey」[17] へのRHYMESTERの参加が話題となる。また、コトリンゴ作曲によるナンバー「日々是観光」が収録され、従来の「堀込高樹・全曲作詩作曲」体制から更なるバンドとしての広がりを見せるアルバムとなった。
  - 9月22日より、全国11箇所13公演となるKIRINJI TOUR 2016をスタート。品川ステラボールでの最終公演[18] ではRHYMESTERの客演が実現した。
- 2017年
  - 11月20日、公式サイトで12月のライブを最後にコトリンゴが脱退することを発表。
  - 12月14日、大阪・味園ユニバースで行われたライブをもってコトリンゴが脱退。
- 2018年
  - 6月13日、13枚目のオリジナルアルバム『愛をあるだけ、すべて』をリリース。
  - 7月、新譜リリースに合わせ、全国4都市5回のライブハウスツアーを敢行。
  - 11月、メジャーデビュー20周年記念ライブ「KIRINJI 20th Anniversary Live『19982018』」を公演。前年に脱退したコトリンゴが参加した「KIRINJI」や堀込泰行や冨田恵一らが参加した「アーリー・キリンジ」による演奏も行なわれた[19]。
- 2019年
  - 6月5日、2019年第一弾シングル『killer tune kills me feat. YonYon』を発売。シングルでは初めて弓木英梨乃がメインボーカルを担当し、さらに堀込高樹のラブコールにより、ゲストボーカルとラップでソウル生まれ・東京育ちのDJ/シンガーソングライター「YonYon」がフィーチャーされている[20]。
  - 10月1日、KIRINJIおよび堀込高樹がインディーズ時代から所属していたナチュラルファウンデーションとの契約終了を発表。同日付けでホリプロに移籍した[21]。
  - 11月20日、KIRINJI通算14枚目のオリジナルアルバム『Cherish』をリリース。シングルとして発売された『killer tune kills me feat. YonYon』の他、ラッパーである鎮座DOPENESSとコラボした『ALMOND EYES feat.鎮座DOPENESS』など全9曲を収録[22]。
- 2021年
  - 12月8日、通算15枚目のオリジナルアルバム『crepuscular』をリリース。千ヶ崎学(el-b)、宮川純(key)、伊吹文裕(ds)、橋本現輝(ds)、角銅真実(marimba, per)らが参加[23]。

- 2023年
  - 4月、新レーベル『syncokin』（シンコキン）を設立。
  - 9月6日、通算16枚目のオリジナルアルバム『Steppin' Out』をリリース。

- 2024年
  - 5月27日、『tiny desk concerts JAPAN』レギュラー初回放送（NHKワールド JAPANにて放送）に出演[24]。

## ディスコグラフィ

### 配信限定シングル
|                       | 発売日         | タイトル                              | 収録アルバム         |
| --------------------- | -------------- | ------------------------------------- | -------------------- |
| 1st                   | 2005年12月7日  | 影の唄                                | DODECAGON            |
| 2nd                   | 2006年9月27日  | Golden harvest／Lullaby               | DODECAGON            |
| 3rd                   | 2007年6月25日  | 君のことだよ                          | 7-seven-             |
| 4th                   | 2007年7月25日  | Ladybird                              | 7-seven-             |
| 5th                   | 2007年8月25日  | ジョナサン                            | 7-seven-             |
| 6th                   | 2007年9月25日  | 今日も誰かの誕生日                    | 7-seven-             |
| 7th                   | 2007年10月25日 | タンデム・ラナウェイ                  | 7-seven-             |
| 8th                   | 2007年11月25日 | グレイハウンド・マン（Acoustic Ver.） | 7-seven-             |
| 9th                   | 2007年12月25日 | 家路                                  | 7-seven-             |
| 10th                  | 2009年8月5日   | セレーネのセレナーデ                  | BUOYANCY             |
| 11th                  | 2009年12月9日  | 小さなおとなたち                      | BUOYANCY             |
| 12th                  | 2011年7月20日  | あたらしい友だち                      | Ten                  |
| 13th                  | 2012年5月30日  | 祈れ呪うな                            | SUPER VIEW           |
| 14th                  | 2012年6月27日  | 涙にあきたら                          | SUPER VIEW           |
| 15th                  | 2012年10月10日 | TREKKING SONG                         | SUPER VIEW           |
| 16th                  | 2017年11月22日 | AIの逃避行 feat. Charisma.com         | 愛をあるだけ、すべて |
| 新体制1st（通算17th） | 2021年4月14日  | 再会                                  | crepuscular          |
| 18th                  | 2021年7月28日  | 爆ぜる心臓 feat. Awich                | crepuscular          |
| 19th                  | 2022年6月22日  | Rainy Runway                          | Steppin’ Out         |
| 20th                  | 2023年4月11日  | nestling                              | Steppin’ Out         |
| 21st                  | 2023年7月26日  | ほのめかし feat. SE SO NEON           | Steppin’ Out         |
| 22nd                  | 2023年8月16日  | Runner's High                         | Steppin’ Out         |

### アナログ
| 発売日         | タイトル                | 規格品番  | 仕様                                 |
| -------------- | ----------------------- | --------- | ------------------------------------ |
| 1999年6月23日  | 牡牛座ラプソディ        | WQJB-1021 | 10インチ(25 cm)LP カラー盤(オレンジ) |
| 2000年7月12日  | 君の胸に抱かれたい      | WQJB-1044 | 10インチ(25 cm)LP                    |
| 2000年10月12日 | エイリアンズ            | WQJB-1046 | 10インチ(25 cm)LP カラー盤(イエロー) |
| 2001年4月25日  | KIRINJI RMX VL1         | WQJL-71   | 12インチ(30 cm)LP                    |
| 2001年4月25日  | KIRINJI RMX VL2         | WQJL-72   | 12インチ(30 cm)LP                    |
| 2001年8月10日  | PREMIUM VL              | WQJL-74   | 10インチ(25 cm)LP カラー盤(ブルー)   |
| 2001年11月7日  | ムラサキ☆サンセット     | WQJL-77   | 10インチ(25 cm)LP カラー盤(ムラサキ) |
| 2002年4月25日  | KIRINJI RMX II VL1      | WQJL-79   | 12インチ(30 cm)LP                    |
| 2002年4月25日  | KIRINJI RMX II VL2      | WQJL-80   | 12インチ(30 cm)LP                    |
| 2012年7月7日   | 祈れ呪うな/涙にあきたら | JS7S 043  | 7インチ(17 cm)EP                     |
| 2015年9月9日   | 真夏のサーガ            | HR7S 003  | 7インチ(17 cm)EP ドーナツ盤          |

### ファンクラブ特典（非売品）
| 発売日 | タイトル                                 | 規格品番  |
| ------ | ---------------------------------------- | --------- |
| 2008年 | Nightingale                              | KMCCD-001 |
| 2009年 | OMAKE SONG                               | KMCCD-002 |
| 2010年 | 家出                                     | KMCCD-003 |
| 2011年 | オオタカの唄                             | KMCCD-004 |
| 2012年 | 夢見て眠りよ                             | KMCCD-005 |
| 2013年 | KIRINJI TOUR 2013 Secret Edition for KMC | KMCCD-006 |

### 単行本
| 発売日        | タイトル                 |
| ------------- | ------------------------ |
| 2005年12月7日 | あの世で罰を受けるほど   |
| 2010年10月8日 | 自棄っぱちオプティミスト |

### タイアップ
| 曲名                        | タイアップ                                                  |
| --------------------------- | ----------------------------------------------------------- |
| 牡牛座ラプソディ            | 日本テレビ系ドラマshin-D『夏色の恋』主題歌                  |
| グッデイ・グッバイ          | BS2『新・真夜中の王国』オープニングテーマ                   |
| イカロスの末裔（Radio Mix） | ミズノ「アスレチックウェアー」CMソング                      |
| 雨は毛布のように            | 日本テレビ系『AX MUSIC-FACTORY』AX POWER PLAY #040          |
| ムラサキ☆サンセット         | テレビ朝日系『たけし・所のWA風が来た!』エンディングテーマ   |
| 十四時過ぎのカゲロウ        | テレビ朝日系『ビートたけしのTVタックル』エンディングテーマ  |
| 影の唄                      | WOWOWドラマ『チルドレン』エンディングテーマ                 |
| 朝焼けは雨のきざし          | NHK-FM放送「ライブビート」2月度エンディングテーマ           |
| 夏の光                      | テレビ東京系『ピラメキーノ』エンディングテーマ              |
| 夏の光                      | FM熊本『黒木よしひろの302号室』7月度エンディングテーマ      |
| エイリアンズ                | LINEモバイルCMソング                                        |
| 爆ぜる心臓                  | 松竹系映画『鳩の撃退法』主題歌（Awichとのコラボレーション） |
| nestling                    | テレビ東京系ドラマ『かしましめし』主題歌                    |

## 参加作品

### ヴォーカル、コーラス
- 「乳房の勾配」 - 冨田恵一パフォームド・バイ・キリンジ コンピレーションアルバム『PRO-FILE〜11プロデューサーズ (1)』（1998年1月発売）
- 「Black Dada」 - Fantastic Plastic Machine『beautiful.』（2001年1月17日発売）
- 「キス・キス」 - atami『ATAMI』（2001年2月15日発売）
- 「陽の当たる大通り」 - ピチカート・ファイヴ・トリビュートアルバム『戦争に反対する唯一の手段は。-ピチカート・ファイヴのうたとことば-』（2002年3月31日発売）
- 「夏なんです」- はっぴいえんどトリビュートアルバム『HAPPY END PARADE〜tribute to はっぴいえんど〜』（2002年5月22日発売）
- 「曇り空」- 松任谷由実トリビュートアルバム『Queen's Fellows: yuming 30th anniversary cover album』（2002年12月11日発売）
- 「香りと影」- 冨田ラボ『Shipbuilding』（2003年2月5日発売）
- 「もしもピアノが弾けたなら」 - 『続・人間万葉歌〜阿久悠作詞集』（2008年9月27日発売）
- 「Wave」- アントニオ・カルロス・ジョビントリビュートアルバム『ジョビニアーナ〜愛と微笑みと花』（2007年10月10日発売）
- 「埴生の宿」-『にほんのうた 第一集』（2007年10月24日発売）
- 「遠い世界に」 - 『家族時間〜NHKみんなのうたカバー集〜』（2008年12月10日発売）
- 「Etoile（エトワール）feat. キリンジ」 - 冨田ラボ「Etoile（エトワール）feat. キリンジ/Corps de ballet」（2009年4月1日発売）
- 「黒のクレール」 - 『大貫妙子トリビュート・アルバム -Tribute to Taeko Onuki-』（2013年12月18日発売）
- 「Keep Tryin'」 - 『宇多田ヒカルのうた 13組の音楽家による13の解釈について』（2014年12月9日発売）
- 「うちゅうひこうしのうた」 - 『坂本真綾20周年記念トリビュートアルバム REQUEST』（2015年4月22日発売）

### CMソング
- 「小さな瞳」-ロッテ「ガーナチョコレート」CMソング（2002年）
- 「第三の男」-サッポロ「ヱビスビール」CM「贈り物・春」篇（2006年）

### テレビ番組
- NHK Eテレ「マチスコープ」（2018年～）

### ゲーム音楽
- 『つよがり魂』ヴォーカル&コーラス、共同編曲、ギター。ナムコのPlayStation 2用ゲームソフト『みんな大好き塊魂』（2005年7月7日発売）収録。同ゲームのサウンドトラックCD『塊は魂』（2005年7月20日発売）にも収録。
- 『ヒューストン (Re-Arranged by KIRINJI)』バンダイナムコゲームスのPlayStation 3用ゲームソフト『塊魂TRIBUTE』（2009年7月23日発売）収録。同ゲームのサウンドトラックCD『かたまりたけし』（2009年8月19日発売）にも収録。

### コラボレーション
- 『それもきっとしあわせ』-鈴木亜美 joins キリンジ（2007年3月14日発売）

## 受賞歴
- SPACE SHOWER Music Video Awards 2000・BEST SHOOTING VIDEO（エイリアンズ）

## 逸話
- 『ミュージック・マガジン』誌ではデビュー当時から絶賛をもって迎えられ、キリンジを中心とした「新しい日本語のポップス・ロック」の特集が組まれるほどであった。2010年10月号で初めて表紙・巻頭特集を果たす。
- 俳優の森山未來は、2004年頃に知り合いのミュージシャンからキリンジを勧められてからの大ファン。2008年にHMVのインタビューで、お気に入りのCD10選にキリンジのアルバム、『ペイパードライヴァーズミュージック』を挙げている[25]。自身が主演した『モテキ』では監督に提案して、キリンジの『悪い習慣』を入れてもらったとのこと[26]。単行本「自棄っぱちオプティミスト」で対談している。さらに、J-WAVEのキリンジ特番でナレーションを担当した。2016年のツアーでも、友人と鑑賞している姿がファンに目撃されている。
- 芥川賞作家の長嶋有は、キリンジのファンであり、単行本「自棄っぱちオプティミスト」で対談している[27]。
- 麒麟の川島明はラジオで「牡牛座ラプソディ」を聴いた時、独特の世界観に衝撃を受け、以来ファンを続けている[28]。
- アーティスト/ミュージシャンの支持者・カバーした人としては、aiko[注釈 6]、JUJU[29][30]、秦基博[注釈 7]、Mr.Childrenの櫻井和寿[注釈 8]、ライムスターの宇多丸、元JUDY AND MARYのYUKI、MY LITTLE LOVERのAKKO、キンモクセイの伊藤俊吾らが挙げられる。堀込高樹に楽曲を提供された事もある藤井隆は、単行本『あの世で罰を受けるほど』の帯にコメントを寄せている。
- テレビ朝日『関ジャム 完全燃SHOW』「プロが選んだ最強のJ-POPベスト30」（2021年3月3日）で「エイリアンズ」が16位にランクイン、次いで「令和に活躍する若手アーティストが選ぶ平成最強ソングベスト30」（2022年5月6日）では2位にランクインした。さらに「音楽プロデューサーが選ぶ年間ランキング　2023年年間ベスト10」（2024年1月14日・21日）においていしわたり淳治が「指先ひとつで」を7位に挙げるなど、番組内でたびたび取り上げられている。